# Garinoain
Garinoain (oficialment Garínoain) és un municipi de Navarra, a la Comarca de Tafalla, dins la merindad d'Olite. Limita al nord amb Barasoain, Oloritz, Orisoain, Leotz, Pueyo i Artajona

## Demografia
| Evolució demogràfica | Evolució demogràfica | Evolució demogràfica | Evolució demogràfica | Evolució demogràfica | Evolució demogràfica | Evolució demogràfica | Evolució demogràfica | Evolució demogràfica | Evolució demogràfica |
| 1897                 | 1900                 | 1930                 | 1940                 | 1950                 | 1960                 | 1970                 | 1975                 | 1981                 | 1991                 |
| -------------------- | -------------------- | -------------------- | -------------------- | -------------------- | -------------------- | -------------------- | -------------------- | -------------------- | -------------------- |
| 352                  | 387                  | 414                  | 399                  | 395                  | 377                  | 328                  | 342                  | 311                  | 293                  |

| Evolució demogràfica                                 | Evolució demogràfica | Evolució demogràfica | Evolució demogràfica | Evolució demogràfica | Evolució demogràfica | Evolució demogràfica | Evolució demogràfica | Evolució demogràfica | Evolució demogràfica | Evolució demogràfica |
| 1996                                                 | 1998                 | 1999                 | 2000                 | 2001                 | 2002                 | 2003                 | 2004                 | 2005                 | 2006                 | 2007                 |
| ---------------------------------------------------- | -------------------- | -------------------- | -------------------- | -------------------- | -------------------- | -------------------- | -------------------- | -------------------- | -------------------- | -------------------- |
| 299                                                  | 331                  | 331                  | 356                  | 374                  | 396                  | 423                  | 443                  | 464                  | 480                  | 478                  |
| Fonts: Garinoain i Institut d'Estadística de Navarra |                      |                      |                      |                      |                      |                      |                      |                      |                      |                      |